# Peasants and Workers Party of India
Peasants and Workers Party of India, marxistiskt politiskt parti i Maharashtra, Indien. Partiets inflytande är begränsat till tre distrikt. Partiet är baserat bland Marathakasten.
Partiet har rötter tillbaka till tiden före Indiens självständighet.
Idag har partiet distanserat sig från sina ideologiska rötter. Många inom övrig vänster anser inte längre att PWPI är ett vänsterparti, utan ett parti som representerar borgerliga klassintressen. Partiet är anklagat för att ha samarbetat med högerextrema Shiv Sena.
Inom PWPI finns en splittring mellan det gamla ledarskapet och yngre politiker. I allmänhet anses som yngre generationen vara mindre ideologiskt inriktad.
PWPI:s namn på marathi är भारतीय शेतकरी कामगार पक्ष (Bharatiya Shetkari Kamgar Paksha), förkortat SheKaPa.
Partiets studentförbund heter Vidhyarthi Purogami Sabha (Progressiva Studentförbundet).